# McDonnell XF-85
Die McDonnell XF-85 Goblin (dt.: Kobold) war ein US-amerikanisches Experimentalflugzeug. Sie war als Parasite Fighter eigens dafür konstruiert worden, vom Langstreckenbomber Convair B-36 Peacemaker aus zu operieren. Der Gedanke war, den kompakten Düsenjäger im Rumpf der B-36 mitzuführen und im Falle eines Angriffs gegnerischer Jagdflugzeuge in der Luft zu starten. Nach dem Einsatz sollte es wieder vom Trägerflugzeug aufgenommen werden. Jedoch kam es nicht zur Serienproduktion.

## Geschichte

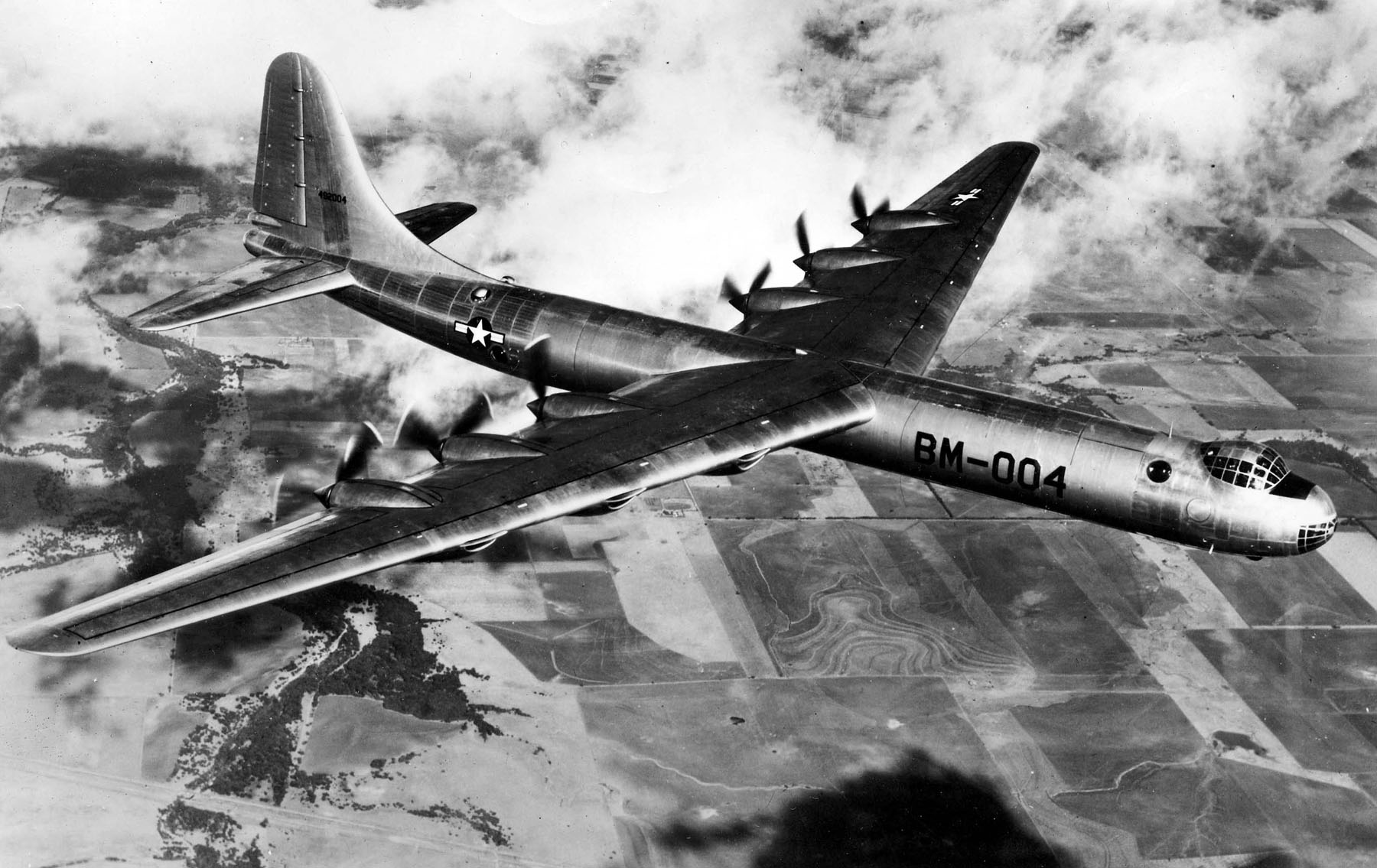
Die erste B-36A im Jahr 1948

Anfang der 1940er Jahre gab es Überlegungen, wie man einen effektiven Begleitschutz für die kommende B-36 stellen könnte. Die Reichweite des schweren Bombers war viel zu hoch, um über die ganze Strecke von Begleitjägern eskortiert zu werden, da zu dieser Zeit die Möglichkeiten zur Luftbetankung noch nicht entwickelt waren. Man beschloss die Entwicklung eines Parasite Fighters. Dieses Konzept war bereits in den 1930er Jahren in den USA erfolgreich mit Curtiss F9C-Doppeldeckern und Luftschiffen als Träger eingesetzt worden. Auch die Idee, an einem Starrflügelflugzeug anzudocken, war nicht neu. Zur Zeit der US-Luftschiffe gab es in der damaligen Sowjetunion im Sweno-Projekt bereits erfolgreiche Einsätze mit bis zu fünf angedockten Jägern/Jagdbombern an einem Trägerflugzeug. Das grundlegende Prinzip, den Jäger in der Luft an ein Trapez ankuppeln zu lassen und ihn mit diesem Trapez in das Trägerflugzeug ein- und auszufahren, sollte wieder verwendet werden. Also musste das neue Flugzeug kompakt gebaut und mit einklappbaren Tragflächen versehen werden.

### Entwicklung
Am 11. April 1941 – noch vor dem japanischen Angriff auf Pearl Harbor und dem Eintritt der Vereinigten Staaten in den Zweiten Weltkrieg – gab die Air Force eine Spezifikation für die Entwicklung und Beschaffung eines interkontinentalen Bombers heraus, der Ziele in 8.000 Kilometern Entfernung mit 4,5 Tonnen Bombenzuladung und einer Geschwindigkeit von bis zu 480 km/h erreichen sollte. Die resultierende Flugzeit von über 30 Stunden machte einen konventionellen Begleitschutz mit einsitzigen Jagdflugzeugen unmöglich. Im Dezember 1942 wurde dementsprechend das Projekt MX-472 zur Entwicklung eines Jägers gestartet, der von den Bombern B-29, B-35 und B-36 als Parasite Fighter über den kompletten Einsatz mitgeführt werden sollte. Als einziger Hersteller antwortete Ende 1944 die McDonnell Aircraft Company aus St. Louis mit vier Versionen seines Model 27 auf die Ausschreibung. Im Januar 1945 wurde beschlossen, dass der Jäger komplett im Rumpf untergebracht werden sollte – damit war der Einsatz mit der B-29 nicht mehr möglich. Am 9. Oktober 1945 unterzeichneten die Air Force und McDonnell einen Vertrag für Phase I zur Entwicklung und Erprobung des Model 27E, das nun nur noch für die fast fertige B-36 entwickelt wurde.

#### Planung für dieConvair B-36

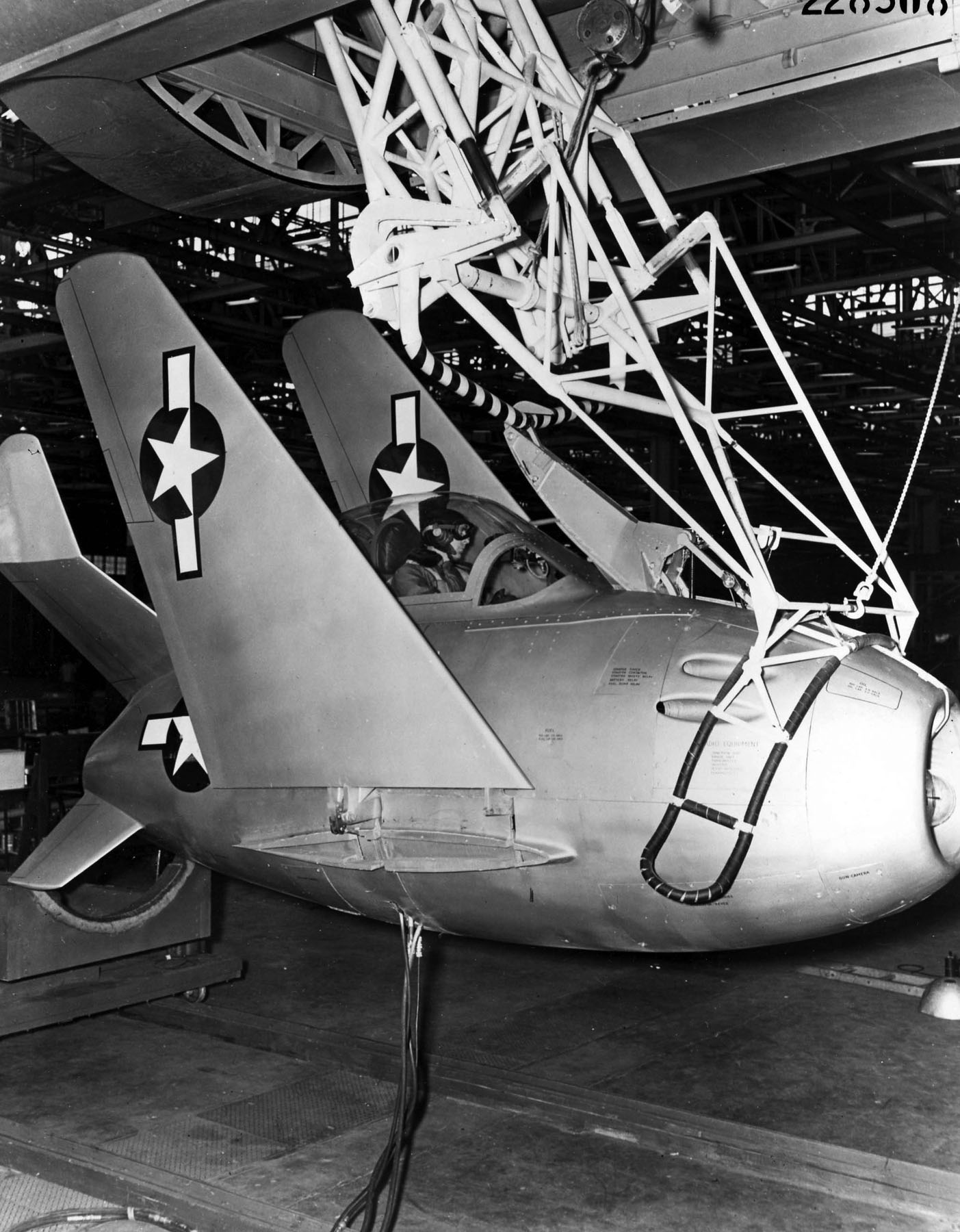
XP-85 im Haltetrapez unter dem Modell eines B-36-Rumpfsegmentes

Im Juni und Juli 1946 zeigte McDonnell in St. Louis mit einem Vorführmodell eines Rumpfsegments der B-36, das den Bombenschächten 1 und 4 entsprach, einem Trapezausleger und der ersten XP-85 im Rohbau, wie der Jäger aus dem Rumpf ausgefahren und wieder eingefahren werden konnte. Daraus resultierte am 18. Juni 1946 ein vorläufiger Vertrag, der am 2. Februar 1947 durch den endgültigen Vertrag ersetzt wurde.
Damit bekam die McDonnell Aircraft Corporation den Auftrag, zwei Versuchsflugzeuge unter der Bezeichnung XP-85 für die US Air Force zu bauen und zu erproben. Des Weiteren sollten Vorrichtungen bzw. die nötigen Umbaumaßnahmen an den B-36 ausgearbeitet werden, um eine XP-85 zusätzlich zur üblichen Bombenlast mitzuführen. Alternativ gab es auch den Wunsch, drei XP-85 und keine Bombenlast aufzunehmen.
Gleichzeitig wurde Corvair angewiesen, alle B-36 ab der 23. Auslieferung für die zukünftige Aufnahme eines Haltetrapezes im vorderen Bombenschacht vorzubereiten. Die geplanten Änderungen und Umbauten an der B-36 umfassten neben dem Trapez eine Heizung des Bombenschachts, eine Dekompressionskammer, ein Lager für 2.400 Schuss Munition und eine Tankanlage, die den Jäger aus den Treibstofftanks des Bombers versorgen sollte. Diese Änderungen brachten ein Mehrgewicht von etwa 1.000 Kilogramm für den Bomber mit sich – ohne das Gewicht des Jägers mit weiteren 2.500 Kilogramm zusätzlich.

#### Namensgebung und Bezeichnungswechsel
James Smith McDonnell, der Gründer und Präsident des Flugzeughersteller McDonnell, war zeitlebens am Okkultismus und parapsychologischen Themen interessiert und benannte in den 1940er Jahren einige Flugzeuge nach Figuren aus Sagen – zum Beispiel die FH Phantom (1945), die McDonnell F2H Banshee (1947) und die McDonnell F3H Demon (1951). Dementsprechend hieß die XF-85 „Goblin“ und das im Verhältnis dazu riesige Trägerflugzeug Boeing B-29 „Monstro“ – nach dem riesigen Wal aus dem im Jahr 1940 erschienenen Zeichentrickfilm Pinocchio.
Im Zuge einer Reform des Bezeichnungssystems der US Air Force bekamen ab 1948 alle Jäger ein „F“ (Fighter, sinngemäß: Jagdflugzeug) als Kennbuchstabe; bis dahin war es ein „P“ (für Pursuit: Verfolgung). So wurde auch der „Goblin“ in XF-85 umbenannt; jedoch ist bis heute auch die ursprüngliche Bezeichnung XP-85 in verschiedenen Publikationen zu finden.

#### Windkanalversuche an Modellen
Anfang des Jahres 1947 untersuchte die NACA in den Windkanälen des Langley Memorial Aeronautical Laboratory in Hampton (Virginia) Modelle mit verschiedenen Maßstäben im Auftrag des Air Material Command der Army Air Forces. Die Aerodynamiker erprobten an einem 1/16-Modell die Stabilität um die Querachse und die Trudeleigenschaften. An einem weiteren Modell im Maßstab 1/5 überprüfte man die Langsamflugeigenschaften im Zusammenspiel mit Grenzschichtzäunen (als stall control vane bezeichnet) und automatischen Vorflügeln. Die XF-85 bekam die beiden fortschrittlichen aerodynamischen Hilfsmittel, um die Flugeigenschaften insbesondere beim Andocken zu verbessern.
Im Herbst 1947 gab es weitere Untersuchungsberichte der NACA, die Versuche mit einem konventionellen Leitwerk an einem 1/16-Modell dokumentieren. Eine Verbesserung der Trudeleigenschaften konnte nicht festgestellt werden. Die Untersuchungen mit einem 1/10-Modell zum Verhalten des Flugzeugs in der Andockphase und am Trapez zeigten bereits mögliche Schwierigkeiten des Konzepts auf.

### Vorarbeiten

#### Windkanalversuche mit dem Prototyp46-523

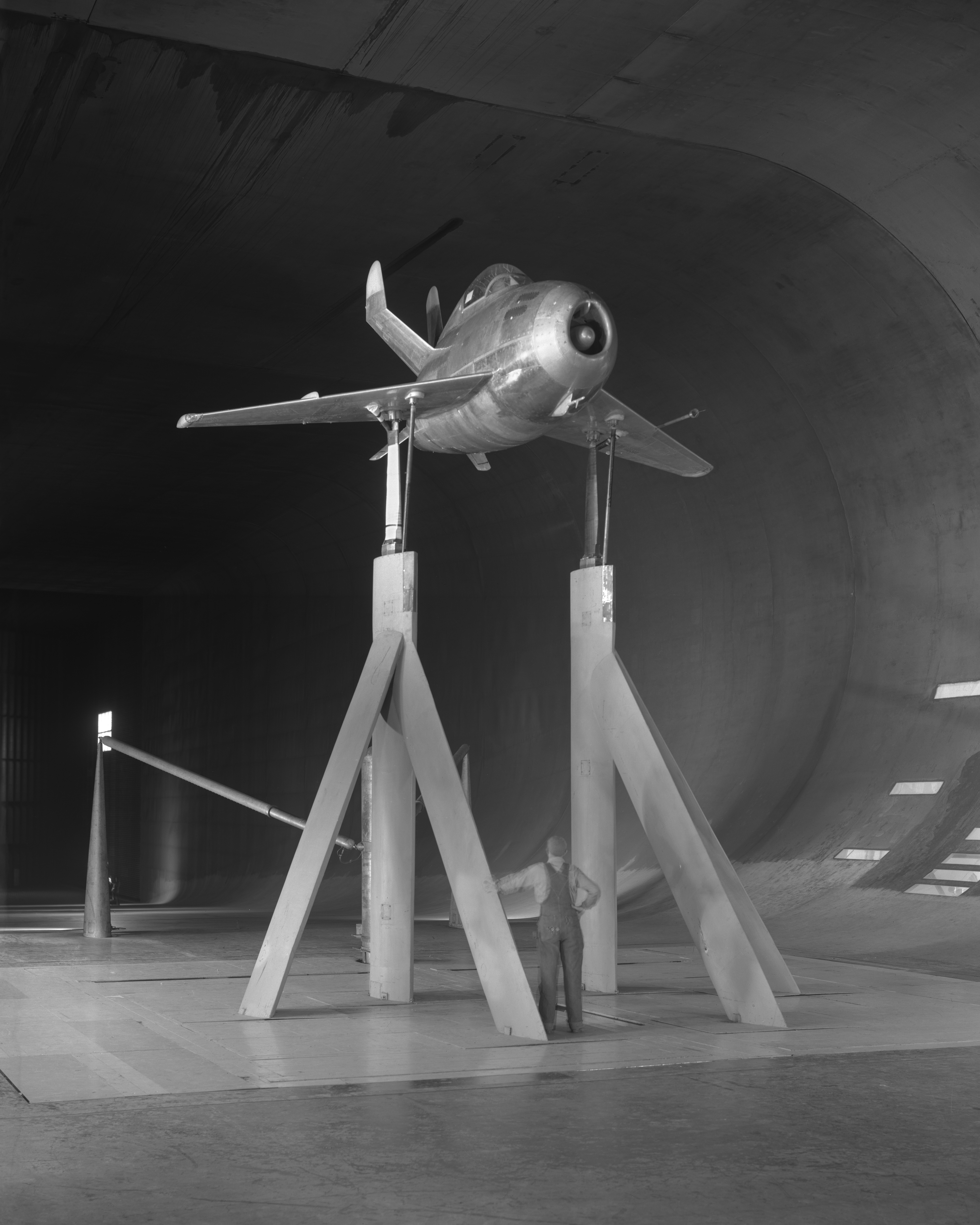
46-523 am 8. April 1948 im Windkanal

Eine Boeing C-97 Stratofreighter transportierte den ersten Prototyp (Seriennummer: 46-523) zum Moffett Field. Dort wurde er am 8. Januar 1948 bei Versuchen im „40 × 80 foot“-Windkanal des NACA Ames Aeronautical Laboratory schwer beschädigt, als er aus etwa 12 Metern Höhe von einem Kran fallen gelassen wurde. Im April 1948 konnten die Versuche nach der Reparatur des Rumpfes fortgesetzt werden.

#### Provisorischer Ersatz der B-36 durch die B-29
Nachdem Anfang 1947 absehbar war, dass keine B-36 für die Flugerprobung zur Verfügung stehen würde, wählt man die B-29 als Ersatz für die Flugerprobung der XP-85. Die grundsätzliche Eignung der B-29 erprobten die Testpiloten Robert Edholm (McDonnell) und Kenneth Chilstrom (Air Force) am 22. Juli 1947 auf der Wright-Patterson Air Force Base. Dazu flogen sie mit P-80 simulierte Andockmanöver an eine B-29 mit geöffneten Bombenschächten, um geeignete Anflugrouten, die möglichen Geschwindigkeitsbereiche und die Turbulenzen bei der Annäherung zu testen.

#### Trägerflugzeug B-29Monstro

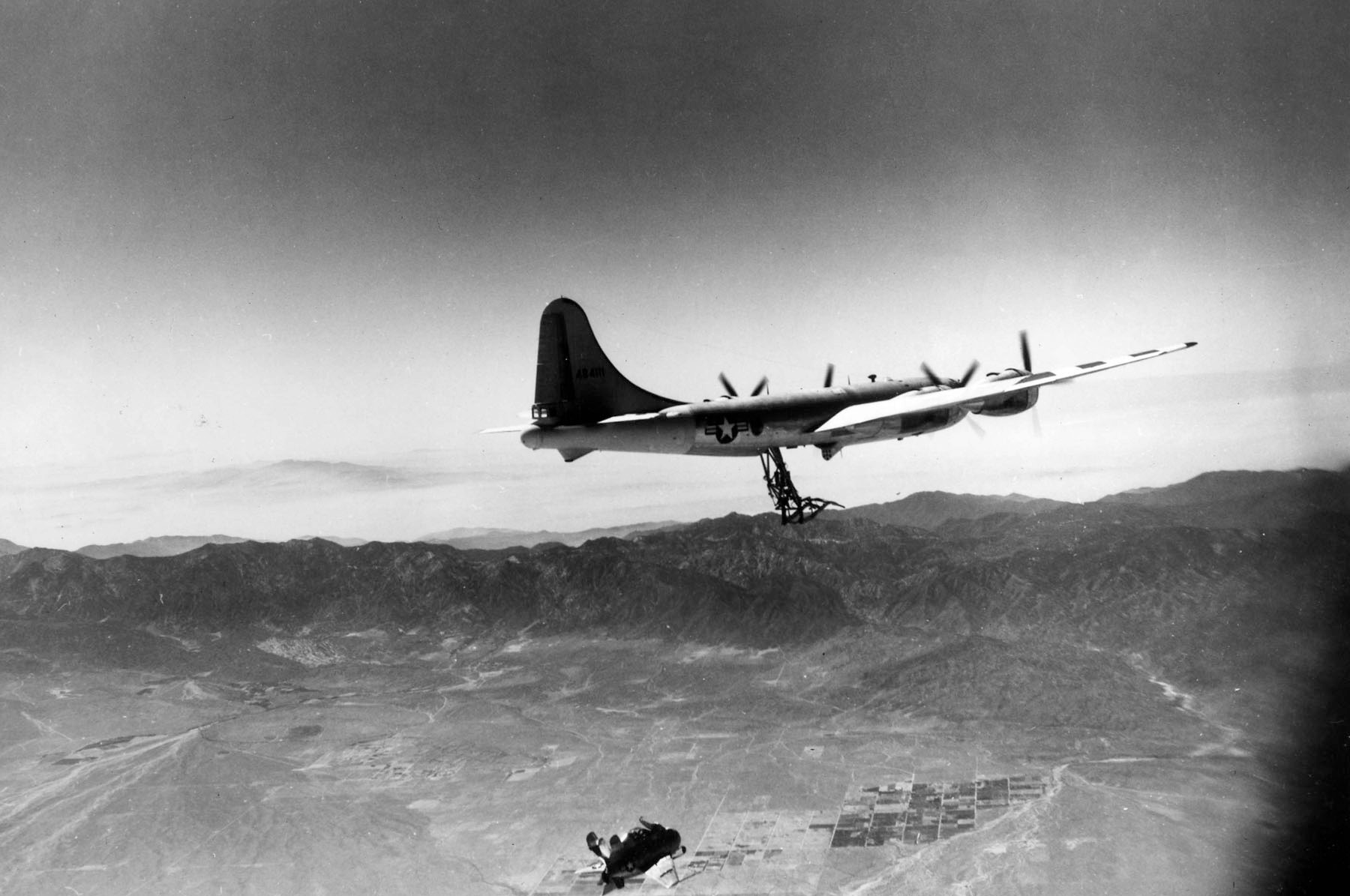
Die EB-29B Monstro mit ausgefahrenem Haltetrapez

Als Trägerflugzeug während der Erprobung diente eine B-29B-65-BA (Seriennummer 44-84111), die in Atlanta von der Bell Aircraft Company gebaut wurde. Die USAAF übernahm den Bomber – drei Tage nach der japanischen Kapitulation am 15. August 1945 – am 18. August für das Testgelände Muroc Army Air Force Base.
Die 44-84111 flog Ende 1947 zu McDonnell nach St. Louis, wo sie für die Versuche umgebaut und ab da als EB-29B bezeichnet wurde.
Die Umbauten umfassten unter anderem:
- Entfernen aller Einrichtungen zum Einsatz als Bomber, inkl. der Bombenklappen des hinteren Bombenschachts.
- Ein neues für die B-29 angepasstes Trapez.
- Einen vergrößerten einziehbaren Hecksporn, um den Rumpf der XF-85 während Start und Landung zu schützen.
- Eine Lufthutze an der Rumpfunterseite, um bei eingefahrenem Trapez das Drehen des Triebwerks der XF-85 durch den Fahrtwind (Windmilling) zu verhindern.
- Einbau von Metallplatten zum Schutz der Treibstoffleitungen im Rumpf der EB-29B.
- Einbau einer CO2-Löschanlage vor dem Triebwerkseinlass der XF-85.
- Installation von Sauerstoffversorgung und Kommunikationsanlagen im hinteren Bombenschacht.
- Im vorderen Bombenschacht wurden die Hydraulikanlagen (mit einer zusätzlichen Notpumpe) zusammen mit einem zusätzlichen Boden für den Zugang zu diesen Anlagen installiert.
- Einbau einer Sitzbank für den Piloten und den Mechaniker der XF-85 in der Druckkammer im Heck der EB-29B. Das Verbindungsrohr zum vorderen Bereich der EB-29B entfiel aus Platzgründen.

Die Umbauten der 44-84111 wurden einer umfangreichen Flugerprobung unterzogen, um die Auswirkungen insbesondere der neu definierten Schwerpunktlage, des Gesamtgewichts und des zusätzlichen Widerstands durch das Trapez und den offenen Bombenschacht zu überprüfen. So nahm beispielsweise die Geschwindigkeit beim Ausfahren des Trapezes um 40 mph (ca. 60 km/h) ab. Als Ergebnis der Erprobung fügte man für die Antriebe beispielsweise eine fünfminütige Abkühlphase nach dem Steigflug auf die Arbeitshöhe von 20.000 ft (ca. 6.100 m) in die Flugplanung ein – eine vorbeugende Maßnahme zur Vermeidung der bekannten Überhitzungsprobleme der Wright R-3350-Motoren aller B-29.
Der abschließende Bericht vom Mai 1949 beurteilte den weitreichenden Umbau der EB-29B als erfolgreich, wies aber auch deutlich auf das Potenzial eines aerodynamisch verbesserten Haltetrapezes hin.

„The B-29 was found to be adequate in all respects in testing the XF-85 parasite fighter. However, with a more streamlined trapeze the B-29 would be even more adequate because there would be an excess of horsepower available at hook on speeds. This would allow a greater range of hook on velocities and facilitate the testing of the XF-85 parasite fighter.“

Am 26. Mai 1948 kam die Monstro von St. Louis zur Muroc Army Air Force Base zurück.

#### Montagegrube
Die etwa 6 Meter tiefe Loading Pit in Muroc war notwendig, um das Haltetrapez unter der 
EB-29B am Boden vollständig ausfahren zu können und um die XF-85 in das Haltetrapez vor den Testflügen einzuhängen.

### Flugerprobung

#### Testpilot Ed Schoch

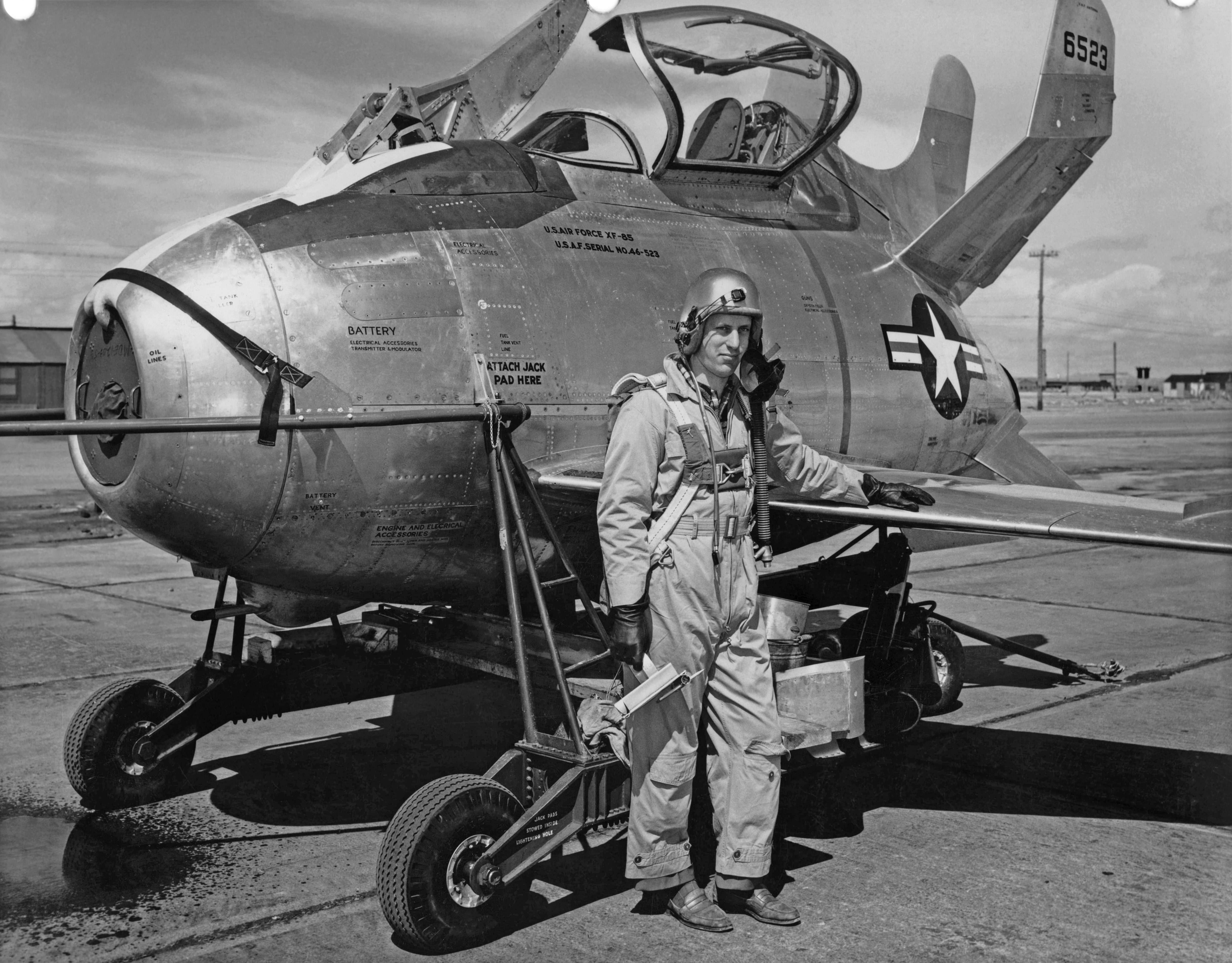
Ed Schoch vor dem Goblin

Edwin Foresman Schoch war der einzige Mensch, der jemals die XF-85 flog. Er führte als erfahrener Testpilot von McDonnell alle Testflüge und die sieben Freiflüge mit dem Goblin von der Monstro aus durch.

#### Liste der Testflüge
| Datum         | XF-85   | Verlauf | Flugdauer |
| ------------- | ------- | --- | --------- |
| 22. Juli 1948 | 46-0524 | Flug im Haltetrapez. |           |
| 30. Juli 1948 | 46-0524 | Flug im Haltetrapez. |           |
| 2. Aug. 1948  | 46-0524 | Tests zur Stabilität ohne Antrieb im Haltetrapez.                                                                                |           |
| 10. Aug. 1948 | 46-0524 | Triebwerksstart im Haltetrapez.                                                                                                  |           |
| 18. Aug. 1948 | 46-0524 | Tests zur Stabilität mit Antrieb im Haltetrapez.                                                                                 |           |
| 23. Aug. 1948 | 46-0524 | Erster Freiflug, Andocken an das Trapez misslungen, Landung in der Wüste.                                                        | 0:25      |
| 11. Okt. 1948 | 46-0524 | Tests zur Stabilität mit geänderter Ruderabstimmung im Haltetrapez.                                                              |           |
| 13. Okt. 1948 | 46-0524 | Tests zur Stabilität mit geänderter Ruderabstimmung im Haltetrapez.                                                              |           |
| 14. Okt. 1948 | 46-0524 | Zweiter Freiflug, erfolgreiches Andocken am Haltetrapez.                                                                         | 0:20      |
| 15. Okt. 1948 | 46-0524 | Freiflug, erfolgreiches Andocken am Haltetrapez.                                                                                 | 0:06      |
| 15. Okt. 1948 | 46-0524 | Freiflug, erfolgreiches Andocken am Haltetrapez.                                                                                 | 0:03      |
| 22. Okt. 1948 | 46-0524 | Tests zur Stabilität, Andocken an das Trapez misslungen, Landung in der Wüste.                                                   | 0:36      |
| 8. März 1949  | 46-0524 | Tests zur Stabilität im Haltetrapez. Zusätzliche vertikale Flossen auf den Tragflügeln, zusätzliche Landekufen an den Wingtips.  |           |
| 9. März 1949  | 46-0524 | Tests zur Stabilität im Haltetrapez.                                                                                             |           |
| 14. März 1949 | 46-0523 | Erster Flugtest mit dem ersten Prototyp, Tests zur Stabilität im Haltetrapez.                                                    |           |
| 18. März 1949 | 46-0524 | Tests zur Stabilität, Andocken an das Trapez misslungen, Landung in der Wüste.                                                   | 0:19      |
| 8. Apr. 1949  | 46-0523 | Erster Flug des ersten Prototyps, neue Verkleidung an der Seitenflosse, Andocken an das Trapez misslungen, Landung in der Wüste. | 0:30      |

| Freiflug mit Andocken | Freiflug mit Landung am Boden |

#### Testflüge
Die Flugerprobung begann mit dem zweiten Prototyp (46-524) am 22. Juli 1948. Die ersten Tests beinhalteten nur das Ein- und Ausfahren aus dem Bomber, Triebwerksläufe sowie das Ein- und Ausklappen der Tragflächen.
Der erste freie Flug wurde am 23. August 1948 durchgeführt. Beim Versuch, wieder anzudocken, geriet das leichte Flugzeug in Turbulenzen, die der Bomber erzeugte. Der Pilot Edwin Foresman Schoch versuchte 10 Minuten vergeblich, sich einzuklinken, bis das Haltetrapez die Cockpithaube zerschlug. Der „Goblin“ absolvierte eine Bauchlandung auf der Edwards Air Force Base (damals noch „Muroc Army Air Force Base“); der Pilot blieb unverletzt.
Die Maschine wurde repariert und drei weitere Flüge zeigten, dass diese Turbulenzen das Ankuppeln an den Bomber erschwerten; aber während dieser Flüge gelang das Manöver.
Beim fünften Testflug am 22. Oktober 1948 fehlte jedoch eine aerodynamische Verkleidung am Andocktrapez. Die Turbulenzen waren so stark, dass die XF-85 ganz außer Kontrolle geriet und erneut notlanden musste.
Um die Stabilität zu erhöhen, versah man die Maschinen für die Flugtests im März 1949 mit kleinen vertikalen Flächen an den Tragflächenspitzen (Winglets) und am 8. April 1949 schickte McDonnell noch den reparierten ersten Prototyp auf seinen ersten und einzigen Flug – gleichzeitig der letzte Flug des Testprogramms.

### Einstellung des Programms
Im Juni 1949 gab die US Air Force bekannt, dass das Programm eingestellt werden soll.

#### Änderung der taktischen Vorgaben für dieB-36

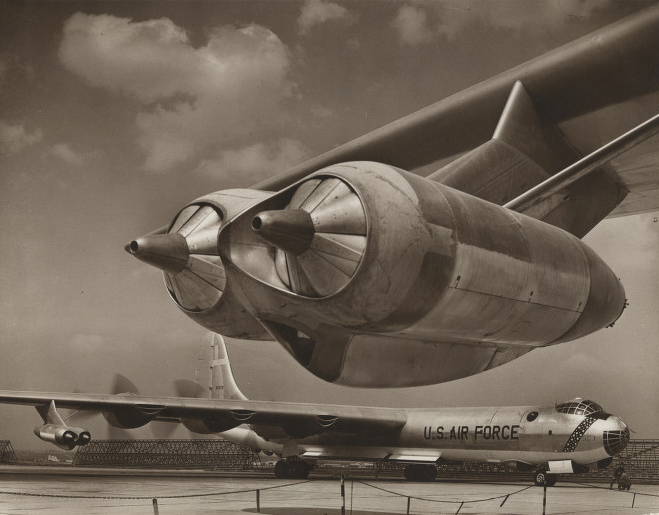
Triebwerksgondel der B-36

Bereits vor dem Erstflug der XP-85 gab es in der Air Force öffentlich diskutierte Zweifel am Konzept des "Parasite Fighters". Dabei wurde die B-36 von George Kenney, dem Kommandeur des neu gebildeten Strategic Air Command (SAC) grundsätzlich infrage gestellt – er befürchtete, dass das Aussetzen und Wiederaufnehmen des Parasite Fighters die seiner Meinung nach viel zu langsamen Riesenbomber noch weiter bremsen würde.
Nach seiner Absetzung im Oktober 1948 übernahm General Curtis E. LeMay das Kommando über das SAC. Er befand die B-36 als tauglich für den Angriff mit Nuklearbomben und sah keinen Bedarf für einen Jagdschutz – weder durch noch zu entwickelnde Langstreckenjäger, noch durch die F-85.
Damit befand er sich in Übereinstimmung mit seinem Vorgesetzten Hoyt S. Vandenberg, dem Chief of Staff of the Air Force seit April 1948. Die B-36 sollte in Höhen über 40.000 ft angreifen und mit zusätzlichen Jet-Pods ausgerüstet werden, die eine kurzzeitige Höchstgeschwindigkeit von 700 km/h ermöglichten. Damit glaubte man, dass die Bomber mit ihren radargesteuerten Feuerleitsystemen vor allen Düsenjägern sicher seien. Die F-85 kam in diesen Szenarien nicht mehr vor.

#### Ergebnisse der Flugerprobung
Bei der US Air Force gelangte man zu der Erkenntnis, dass die notwendigen Flugmanöver zum Andocken an das Trägerflugzeug von einem durchschnittlich geschulten Piloten nicht zu schaffen sind. Außerdem zweifelten die Verantwortlichen an der Fähigkeit der XF-85, es im Ernstfall wirklich mit einem konventionellen Kampfflugzeug aufnehmen zu können, obwohl die beteiligten Piloten der Maschine gute Flugeigenschaften attestierten. Das Programm wurde am 24. Oktober 1949 eingestellt.

#### Nachwirkung
Die XF-85 war nicht der letzte Versuch, einen Parasite Fighter zu etablieren. Für das FICON-Programm konnten nützliche Erkenntnisse gewonnen werden.
Die B-36-Flotte mit insgesamt 383 Flugzeugen wurde bis 1954 gebaut – und schon im Februar 1956 begann die Ausmusterung und Verschrottung. Als Nachfolger gilt die Boeing B-52 Stratofortress, die bis 1963 in 742 Einheiten gebaut wurde.
Die XF-85 gilt bis heute als das kleinste je gebaute düsengetriebene Jagdflugzeug. Das kleinste Düsenflugzeug überhaupt ist jedoch gemäß dem Guinness-Buch der Rekorde die Bede BD-5J Microjet.

## Konstruktion
Die XF-85 war ein extrem kompaktes und leichtes Düsenflugzeug mit gepfeilten Tragflächen und ohne Fahrwerk.

### Rumpf

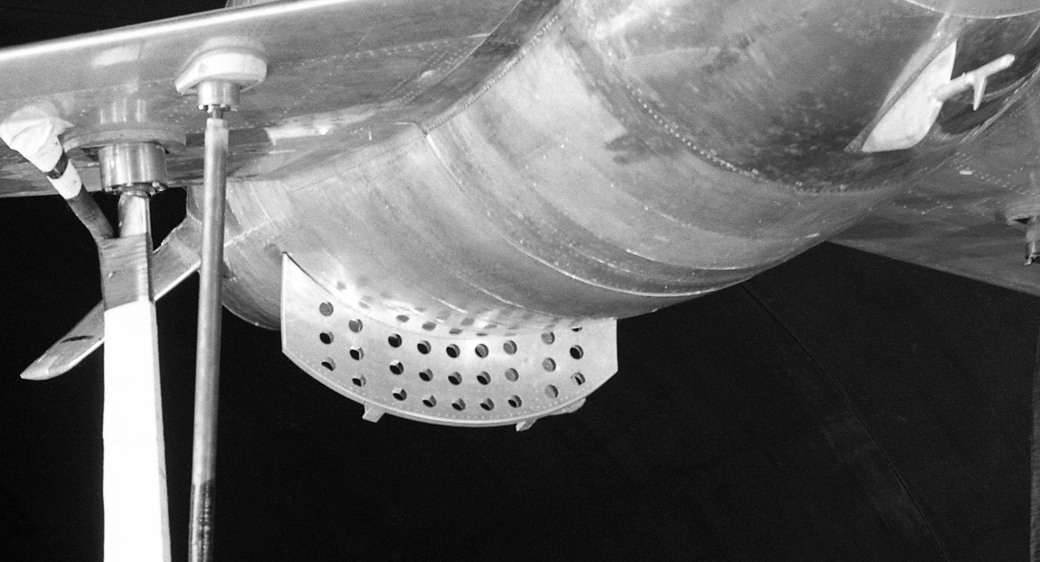
Luftbremse ausgefahren bei Messungen im Windkanal

Der Rumpf aus Leichtmetall war um das Triebwerk herum aufgebaut. Ein Fahrwerk war nicht vorhanden, aber für die Flugerprobung wurde eine stabile Stahlkufe angebracht, die zusammen mit einer abwärts gerichteten Seitenleitwerksflosse vier sichere Landungen auf den ausgetrockneten Salzseen des Testgeländes ermöglichten.
Eine Luftbremse konnte unter dem Rumpf vor dem Leitwerk elektrisch betätigt ausgefahren werden. Bei Überschreiten einer vorgegebenen Höchstgeschwindigkeit fuhr die Luftbremse automatisch aus.
Das Cockpit war sehr klein und umfasste nur 26 ft³ (0,7 m³). Dementsprechend sollten die Piloten höchstens 1,73 Meter groß sein und mit der gesamten Ausrüstung maximal 90 kg wiegen. Für den Notfall war ein Schleudersitz eingebaut. Das Cockpit war klimatisiert und als Druckkabine ausgeführt.

### Tragflügel

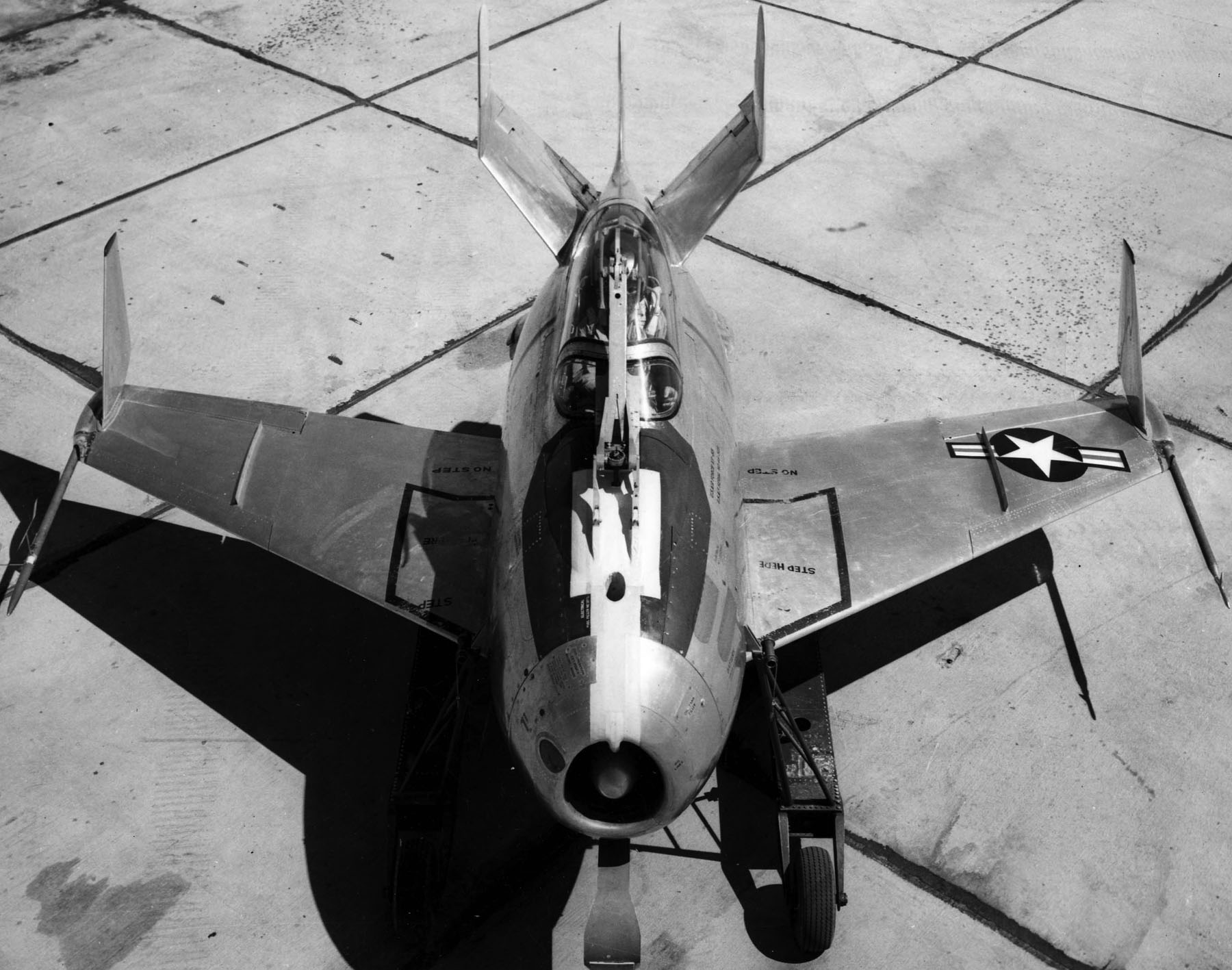
XF-85 im Jahr 1949

Der Tragflügel aus Leichtmetall war um 37° gepfeilt, die Flügelhälften konnten um 90° nach oben geschwenkt werden, um das Einfahren in den Rumpf der B-36 zu ermöglichen.
Auf der Oberseite der Tragfläche war jeweils ein Grenzschichtzaun auf Höhe der Querrudertrimmung angebracht. Während der Erprobung kamen noch Winglets an den äußeren Flügelenden dazu, die die Stabilität um die Hochachse beim Andocken an das Trägerflugzeug verbessern sollten.

### Leitwerke
Die XF-85 hatte sechs Leitwerksflossen am Heck. Eine Seitenleitwerksflosse ohne Ruder war mittig auf dem Rumpf angeordnet; eine weitere, sehr kurze Seitenleitwerksflosse wies mittig senkrecht nach unten und war gleichzeitig der Hecksporn für eventuell notwendige Bauchlandungen. Die weiteren vier Leitwerksflossen mit Rudern waren eigentlich zwei V-Leitwerke – eines nach oben und eines nach unten gerichtet. Das nach unten gerichtete V-Leitwerk war sehr kurz, um innerhalb des Rumpfquerschnitts zu bleiben. Das nach oben gerichtete V-Leitwerk war dagegen deutlich länger und besaß auf jeder der 2 Flossen noch ein Winglet, das in die Senkrechte abgewinkelt war, um den Rumpfquerschnitt nicht zu vergrößern und innerhalb des durch die aufgeklappten Tragflügel vorgegebenen Profils zu bleiben.

### Bewaffnung
Als Bewaffnung sollten vier schwere Maschinengewehre Browning M3 eingebaut werden, wie sie auch bei anderen US-amerikanischen Kampfflugzeugen als Standard eingesetzt wurden. Zusätzlich war eine Schießkamera AN-N6 vorgesehen. Der Rumpf der zwei Prototypen war für den Einbau der Bewaffnung vorbereitet, aufgenietete Bleche deckten die Geschützmündungen ab.

### Hilfssysteme
Die XF-85 besaß kein Hydrauliksystem. Aufgrund des nicht vorhandenen Fahrwerks entfiel ein wesentlicher Bedarf für ein Hydrauliksystem – alle anderen Komponenten, die üblicherweise hydraulisch angetrieben oder unterstützt wurden, waren elektrisch betätigt.

## Technische Daten

XF-85 im Jahr 1949 mit ausgefahrenem Fanghaken

| Kenngröße             | Daten der XF-85 Goblin |
| --------------------- | --- |
| Besatzung             | 1 |
| Länge                 | 14,8 ft (4,51 m) |
| Spannweite            | 21,1 ft (6,43 m) |
| Höhe                  | 8,3 ft (2,53 m), 10,9 ft (3,32 m) mit hochgeklappten Tragflächen |
| Flügelfläche          | 100,5 ft² (9,34 m²) |
| Flügelstreckung       | 4,4 |
| Leermasse             | 3.984 lb (1.807 kg) |
| max. Startmasse       | 5.600 lb (2.540 kg) |
| Höchstgeschwindigkeit | 505 kn (ca. 940 km/h) in 35.000 ft (ca. 10.700 m) 563 kn (ca. 1.040 km/h) auf Meereshöhe                                                                                        |
| Steiggeschwindigkeit  | 12.500 ft/min (64 m/s) auf Meereshöhe 2.000 ft/min (10 m/s) in 40.000 ft (ca. 12.200 m)                                                                                         |
| Steigzeit             | 5,1 Minuten von Meereshöhe auf 35.000 ft (ca. 10.700 m) |
| Dienstgipfelhöhe      | 46.750 ft (ca. 14.200 m) |
| Triebwerk             | ein Strahltriebwerk Westinghouse J34-WE-7 oder -WE-22 3.000 lbf (13,3 kN) Schub bei 12.500 min−1 2.290 lbf (10,2 kN) Schub bei 11.500 min−1                                     |
| Bewaffnung            | 4 Browning M3, 1.200 Schuss .50 cal |
| Treibstoffvorrat      | 115 US.liq.gal (435 Liter) |
| Einsatzdauer          | 77 Minuten mit 372 kn (ca. 690 km/h) in 40.000 ft (ca. 12.000 m) oder 20 Minuten mit 498 kn (ca. 920 km/h) und 32 Minuten mit 372 kn (ca. 690 km/h) in 40.000 ft (ca. 12.000 m) |

## Erhaltene Flugzeuge

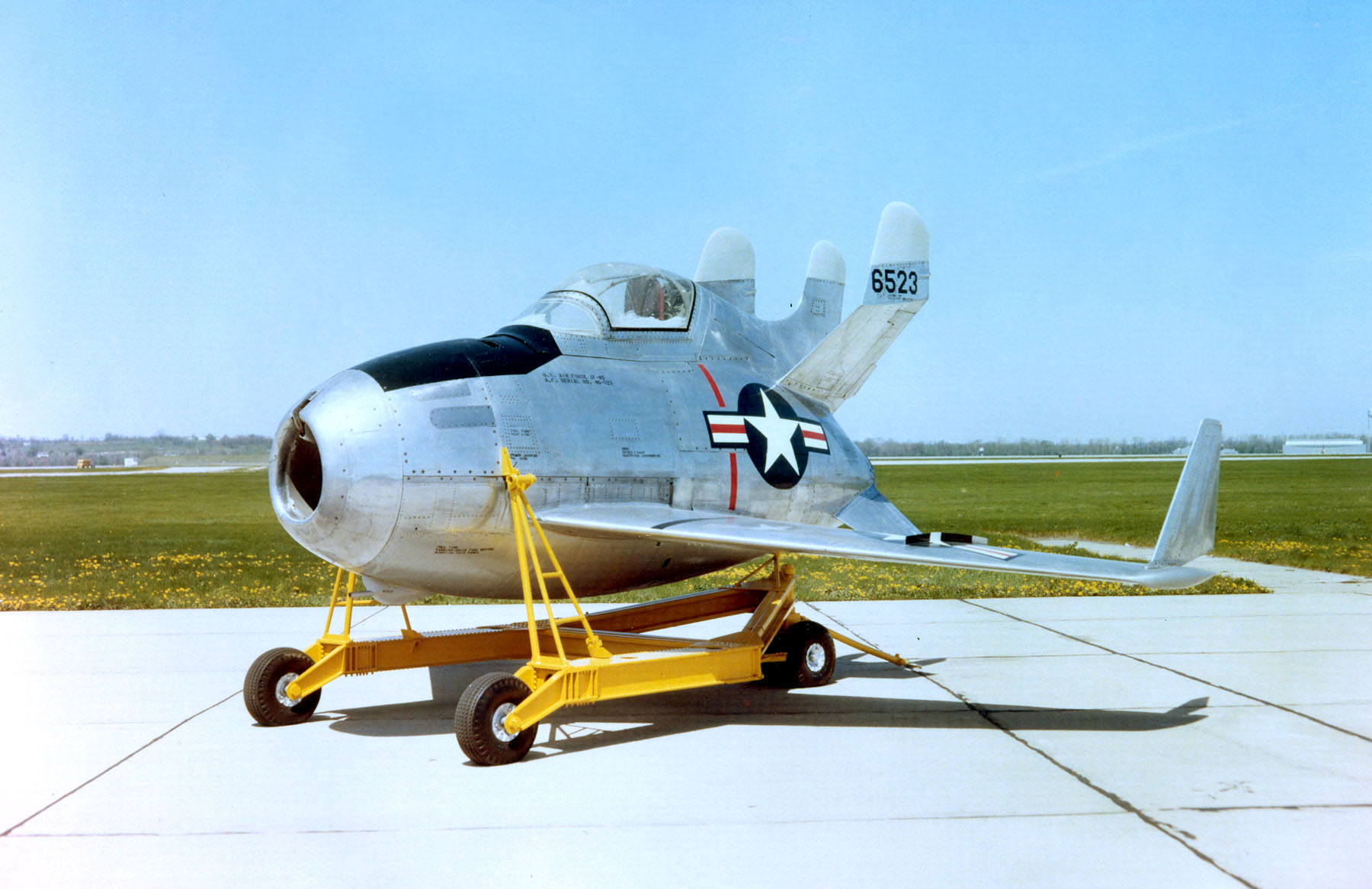
XF-85 mit Winglets im National Museum of the United States Air Force

Das National Museum of the United States Air Force auf der Wright-Patterson Air Force Base in Dayton, Ohio übernahm die S/N 46-0523 am 23. August 1950.
Die S/N 46-0524 ging an das Strategic Air Command & Aerospace Museum in Ashland, Nebraska und ist dort neben einer B-36J „Peacemaker“ ausgestellt.